# کلایو چارلز
کلایو چارلز (انگلیسی: Clive Charles; ۳ اکتبر ۱۹۵۱ – ۲۶ اوت ۲۰۰۳) بازیکن فوتبال اهل بریتانیا بود.
از باشگاه‌هایی که در آن بازی کرده‌است می‌توان به باشگاه فوتبال وستهام یونایتد و باشگاه فوتبال کاردیف سیتی اشاره کرد.